# Victor Bass
Victor Bass (* 8. Februar 2006 in Berlin) ist ein deutscher Schauspieler, Skateboarder und Model. Bekannt wurde er insbesondere durch seine Rolle als Yunis in der Serie Uferpark – Gute Zeiten, wilde Zeiten.
Schon mit vier Jahren stand Victor Bass auf einem Skateboard. Victor Bass ist laut redbull.com einer der 6 besten Skateboard Newcomer in Deutschland. Er ist im deutschen Olympia-Nachwuchskader und will in den Perspektiv-Kader von Skateboard Deutschland. Im Perspektiv-Kader sind die Sportler und Sportlerinnen, die zu Olympia Qualifikationen fahren dürfen und als Olympia-Hoffnungen gelten.
Victor Bass fährt Skateboard für Radio Skateboards aus Berlin und wird außerdem von Titus Tornados, Golygriptape und der ESB Fashion Academy unterstützt. Er wirkt regelmäßig in Skateboardvideos mit und tritt als Experte für Skateboarding in den Medien auf.

## Filmografie und TV-Auftritte
- 2020: Radio Skateboards: Radio Supermarket (2020)[7], veröffentlicht 2020
- 2022: Radio Skateboards: Futschi (2022)[8], veröffentlicht am 13. Mai 2022
- 2023: Radio Skateboards: Klassenfahrt (2023)[9], veröffentlicht am 22. Dezember 2023
- 2023: Radio Skateboards: A Radiospective (2003–2023)[10], veröffentlicht am 29. Oktober 2023
- 2024: ROCKSTAR BEARINGS AND RADIO SKATEBOARDS PRESENT: A SPLIT TOUR[11], veröffentlicht am 15. Februar 2024
- 2024: Tigerentenclub[12] am 18. August 2024
- 2024: Uferpark – Gute Zeiten, wilde Zeiten, veröffentlicht am 8. November 2024